# Trentepohlia (Mongoma) liponeura
Trentepohlia (Mongoma) liponeura is een tweevleugelige uit de familie steltmuggen (Limoniidae). De soort komt voor in het Australaziatisch gebied.